# Società italiana per lo studio del pensiero medievale
La Società italiana per lo studio del pensiero medievale (SISPM) è stata fondata nel 1989 su iniziativa di docenti universitari e ricercatori che operavano, in Italia, nel campo dello studio della filosofia e del pensiero del periodo medievale. Il primo presidente ne è stato il socio fondatore e docente universitario Alfonso Maierù.

## Fondazione e scopi statutari
L'iscrizione alla società è aperta a chi operi in modo professionale nel campo della ricerca e dell'insegnamento del pensiero del medioevo. Le attività connesse a questo fine sono molteplici. Annualmente, la società organizza in diverse sedi universitarie italiane o estere un convegno, di cui in seguito viene curata la pubblicazione dei relativi atti; oltre a ciò, vengono talora promosse altre attività, quali seminari o giornate di studio.
Sono talora ammessi come membri onorari anche illustri studiosi stranieri e le attività scientifiche della società vedono la partecipazione di ricercatori e docenti italiani ed esteri.
Oltre a curare convegni e pubblicazioni del settore, la società ha tra i propri scopi statutari la tutela professionale degli studiosi della medievistica filosofica, la promozione di incontri e contatti tra tali soggetti nonché lo sviluppo di nuove metodologie didattiche della disciplina, anche in dialogo con i docenti delle scuole di istruzione secondaria di secondo grado. Cura anche l'eventuale formazione di specifiche commissioni volte a stimolare l'attenzione su nuove linee di ricerca.
Gli elenchi dei soci, che sono pubblici, permettono di rilevare che la quasi totalità degli studiosi italiani a livello accademico di storia della filosofia medievale afferisce a questa società scientifica.
La società collabora anche con organismi e associazioni nazionali e internazionali e, da questo punto di vista, un interlocutore privilegiato è la Société Internationale pour l'Étude de la Philosophie Médiévale (SIEPM), che persegue a livello sovranazionale scopi simili a quelli che la SISPM si prefigge a livello nazionale.

## Organi societari
La SISPM è diretta da un presidente e da un consiglio direttivo, rinnovati, a norma dello statuto, ogni tre anni dall'assemblea dei soci. I presidenti della società sono stati i seguenti accademici:
- Alfonso Maierù[13] (1989-1995)
- Gianfranco Fioravanti (1995-2001)
- Loris Sturlese (2001-2007)
- Giulio d’Onofrio (2007-2014)
- Onorato Grassi (2014-2020)
- Luca Maria Bianchi (dal 2020)